# Instalacja rozlewcza ARS-12D
Instalacja rozlewcza samochodowa ARS-12D – zestaw chemiczny montowany na samochodzie służący do prowadzenia odkażania, dezynfekcji i dezaktywacji sprzętu wojskowego i terenu. Wykorzystywany między innymi przez pododdziały wojsk chemicznych ludowego Wojska Polskiego.

## Opis instalacji ARS-12D
Instalacja rozlewcza ARS-12D była produkowana od 1959 w Polsce na licencji radzieckiej. Sukcesywnie zastępowała używaną wcześniej instalację ARS-6. Produkowała ją Pierwsza Zachodniopomorska Spółdzielnia Pracy Mechaników Samochodowych w Koszalinie. Urządzenia specjalne instalacji zamontowane było na podwoziu samochodu ZIS-151. Obsługę stanowiło dwóch żołnierzy. Instalację wielokrotnie modernizowano. Pierwsza modernizacja polegała na doprowadzeniu instalacji do standardów ARS-12DM, czyli na zamianie pompy zębatej SKBS na dwustopniową pompę odśrodkową M-800. Kolejna, przeprowadzona w 1961, spowodowała zastosowanie ulepszonej wersji pompy: M-800B. Cykl modernizacyjny zakończono w 1967 montując urządzenia specjalne na podwozie samochodowe Star-660. W tym wariancie instalacja nosiła nazwę ARS-12DM-2. W latach 60. i 70. XX w. instalacje ARS były stopniowo zastępowane przez produkowane w kraju instalacje IRS.
Przeznaczenie
- dezaktywacja, dezynfekcja i odkażanie uzbrojenia i sprzętu bojowego;
- odkażanie i dezynfekcja terenu;
- zadymianie;
- przepompowywania płynu z jednego naczynia do drugiego z pominięciem cysterny;
- rozprowadzanie płynu przez przewód rozdzielczy przy napełnianiu naczyń o małej pojemności;
- przewożenie i czasowe przechowywanie płynów.

Dane taktyczno-techniczne
- przemieszczanie po drogach asfaltowych – 50 do 65 km/godz.
- przemieszczanie po drogach gruntowych – 15 do 25 km/godz.
- szerokość pasa odkażania
  - z wykorzystaniem nasadki kopytkowej – 5 do 6 metrów z gęstością 0,3 l/m²
  - z wykorzystaniem nasadki DN-3 – do 5 metrów z gęstością 0,5 l/m²
- czas opróżniania cysterny
  - z wykorzystaniem nasadki kopytkowej – 8 do 10 minut
  - z wykorzystaniem nasadki DN-3 – 4 do 6 minut
- zasłona dymna – 0,5 do 2 km.

## Skład instalacji chemicznej
W skład części specjalnej Instalacji wchodziły:
- Cysterna

Cysterna o pojemność 2560 dm³ (robocza 2500dm³) wykonana była ze stalowej blachy; napełniano ją odpowiednio: 1300 dm³ mieszanki dymotwórczej lub 2500 dm³ wodnego roztworu 2/3 zasadowego podchlorynu wapnia, 1250 dm³ chlorku sulfurylu lub 2000 dm³ dwuchloroetanu; dopuszczalny ciężar przewożonej cieczy wynosił 2500 kg.
- Pompa mechaniczna

Mechaniczna pompa mogła napełnić cysternę w ciągu 10 – 12 minut, ręczna w ciągu 50 – 60 minut.
- Pompa ręczna

Ręczna pompa mogła napełnić cysternę w ciągu 50 – 60 minut.
- Przewody cieczy

to systemu rur i zaworów umożliwiający napełnianie i opróżnianie cysterny oraz napełnianie innych naczyń z pominięciem cysterny.